# Johan Farjot

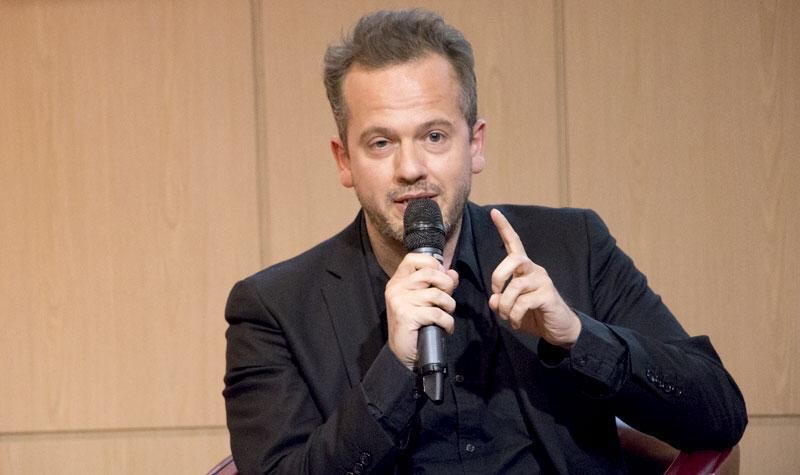
Johan Farjot

Johan Farjot ist ein französischer Pianist, Dirigent und Musikpädagoge.

## Leben
Farjot studierte am Conservatoire de Paris bei Michaël Lévinas, Thierry Escaich, Claire Levacher und Zsolt Nagy und gewann hier fünf erste Preise u. a. in den Fächern Harmonielehre, Musikanalyse, Kontrapunkt und Fuge. Anschließend studierte er Kammermusik am Konservatorium von Lyon. Er unterrichtet Musikwissenschaft an der Universität Paris-Sorbonne.
Farjot spielte, teils in Uraufführung und als Widmungsträger, Werke zeitgenössischer Komponisten wie Nicolas Bacri, Edith Canat de Chizy, Thierry Escaich, Karol Beffa, Sven-Ingo Koch, Marc Mellits, Péter Eötvös und Martin Matalon und trat bei Festivals und Konzerten in Frankreich und anderen europäischen Ländern wie Deutschland, Italien, Belgien, Portugal und Schweden auf.
Als Kammermusiker trat er u. a. mit Jean-Guihen Queyras und Pierre-Olivier Queyras, François Salque, Karine Deshayes, Magali Léger, Lise Berthaud, Fabrice Bihan, Emmanuelle Bertrand, Olivier Patey, Yvan Chiffoleau, Geneviève Laurenceau, Antoine Pierlot, Amaury Coeytaux und Jean-Luc Votano auf. Seit 1999 arbeitet er mit dem Bratscher Arnaud Thorette im Duo und im Ensemble Contraste zusammen.
Als Dirigent trat Farjot u. a. mit dem Orchestre de Monte Carlo, dem Orchestre d’Auvergne, dem Orchestre du Capitole de Toulouse, dem Orchestre d’Ostrava und dem Orchestre de Massy und Solisten wie Fanny Clamagirand, Delphine Haidan und Alain Buet auf. Als Nachfolger von Jacques Grimbert leitet er das
Orchestre de Paris-Sorbonne.

## Diskographie
- Tenebrae, 2006
- Philippe Hersant: Musiques à un, deux, ou trois, 2007
- Johannes Brahms: Sonates et trio, 2008
- Café 1930 - Tangos, 2009
- Masques, 2009